# TaleSpin (TurboGrafx-16)
TaleSpin es un videojuego de plataformas para la videoconsola TurboGrafx-16 basado en la serie de animación TaleSpin. Fue diseñado y publicado por NEC en 1991 en Estados Unidos.